# Govindapura, Arsikere
Govindapura là một làng thuộc tehsil Arsikere, huyện Hassan, bang Karnataka, Ấn Độ.